# 育才镇
育才镇是中国海南省三亚市下辖的一个镇。

## 行政区划
育才镇下辖明善村、雅林村、雅亮村、青法村、抱安村、那受村、那会村、马亮村、龙密村和马脚村。 